# 市橋長昭
市橋 長昭（いちはし ながあき、安永2年4月7日（1773年5月27日） - 文化11年9月27日（1814年11月8日））は、近江仁正寺藩の第7代藩主。号は格斎、比君軒、黄雪園などを用いた。仁正寺藩市橋家8代。
第6代藩主・市橋長璉の長男。母は松浦誠信の娘。正室は酒井忠順（出羽国庄内藩主酒井忠温の次男）の娘。側室に夏原氏、斎藤氏など。子に市橋長発（次男）、市橋長基（三男、市橋長格養子）、娘（藤波光忠室）。官位は従五位下、下総守。

## 生涯
江戸神田の藩邸で生まれる。幼名は韶之助。天明5年（1785年）12月7日、父の死去により跡を継いだ。寛政2年（1790年）5月15日、将軍徳川家斉にお目見えする。同年12月7日、従五位下下総守に叙任する。寛政8年7月8日、大番頭に就任する。文化元年（1804年）3月24日、奏者番に就任する。文化4年10月16日、辞職する。
幼少期から聡明で学問を好んだことから、藩主になると藩校・日新館を創設して文武を奨励した。また、西生懐忠に命じて「蒲生旧址考」を編纂させ、さらに砲術の訓練から武術・柔術・馬術・剣術などの武道も広く奨励するなどした。このため、仁正寺藩の中興の英主といわれている。また、文化5年（1808年）に湯島聖堂に宋元版の書物30種を献上するなど、学問の振興に志があることで知られ、毛利高標、池田定常（松平冠山）ら同時代の英主達と並び、寛政期における好学の三大名と称された。交流があった学者として、大典禅師・佐藤一斎･林述斎などがあげられる。
文化11年（1814年）9月27日、42歳で死去し、跡を長男の長発が継いだ。法号は泰雲院文翁竜章大居士。墓所は東京都荒川区西日暮里の南泉寺。

## 系譜
父母
- 市橋長璉（父）
- 松浦誠信の娘（母）

正室
- 酒井忠順[4]の娘

側室
- 夏原氏
- 斉藤氏

子女
- 市橋長発（次男）生母は正室
- 市橋長基[5]（三男）
- 藤波光忠室